# Diego Armando Maradona Junior
Diego Armando Maradona Junior, nato Diego Armando Sinagra (Napoli, 20 settembre 1986), è un ex giocatore di beach soccer italiano, di ruolo centrocampista, tecnico dell'Ibarra.

## Biografia
Nato dalla relazione tra Cristiana Sinagra e Diego Armando Maradona, non fu inizialmente riconosciuto dal campione argentino.
Dopo la paternità dichiarata ufficialmente dal Tribunale nel 1993, cambia il cognome da Sinagra a Maradona, ma incontra per la prima volta suo padre solo nel 2003 in occasione di un torneo di golf a Fiuggi. Il riconoscimento da parte dell'ex giocatore avvenne poi nel 2007. Nell'ottobre 2016 i due scesero assieme in campo in una partita di beneficenza organizzata all'Olimpico di Roma. 
Nel 2021 ha acquisito la cittadinanza argentina.
Dal matrimonio con Nunzia Pennino, è divenuto padre di Diego Matias e India Nicole.

## Carriera

### Calcio

#### Giocatore

##### Giovanili del Napoli e del Genoa
Nel 1997 entra a far parte del settore giovanile del Napoli, senza tuttavia esordire con la prima squadra. A seguito del fallimento in cui incorre la società campana nell'estate 2004, sostiene un provino con gli scozzesi del Dunfermline: dopo il mancato superamento, viene tesserato dal Genoa, che lo inserisce nella propria Under-19.

##### Esperienze nelle serie dilettantistiche
Nonostante i 5 anni di contratto stipulato con il Genoa, attratto dall'idea di acquisire visibilità e notorietà, a gennaio 2005, su sua richiesta, viene ceduto al Cervia che era protagonista del reality show sportivo di Mediaset, Campioni, il sogno: un infortunio ne condiziona il rendimento, e a fine stagione saluta la squadra romagnola. In seguito si pentirà della decisione di aver lasciato il Genoa e di aver perso a suo dire, con questa scelta, l'occasione di condurre una carriera calcistica ad alti livelli nelle serie maggiori.
Nel gennaio 2006 viene ingaggiato dall'Internapoli, squadra di Eccellenza, con cui gioca due partite segnando un gol.
Nella stagione successiva firma con il Quarto, militante in Eccellenza Campania. Con il club campano, Maradona Jr. raggiunge la promozione in Serie D ai play-off. Decide di lasciare la squadra nel novembre 2007, in quanto non gli veniva garantita la titolarità da parte del nuovo allenatore, firmando con il Venafro, squadra di Serie D del Molise. Il 21 gennaio 2008 segna una rete da 40 metri contro l'Olympia Agnonese. È la prima di sette reti in 14 presenze con il Venafro. A fine stagione lascia la squadra concentrandosi sul beach soccer.
Pochi mesi dopo, il 2 dicembre 2008, è ingaggiato dalla Boys Caivanese, squadra di Eccellenza Campania, ma il 20 dello stesso mese torna al Quarto.
Dopo aver vinto il campionato italiano 2009 con la maglia del Napoli Beach Soccer, nel mese di agosto Maradona Jr. è aggregato alla Juve Stabia, allenata dall'ex calciatore del Napoli Massimo Rastelli. Dopo un periodo di prova, l'11 settembre 2009, la società stabiese decide di non tesserare il giocatore.
Il 12 settembre 2010 è ingaggiato dal Forio d'Ischia, militante in Eccellenza campana. Il 2 gennaio 2011 è ingaggiato dall'Arzanese, squadra campana militante nel girone H della Serie D. Dopo meno di 90 minuti con la maglia dell'Arzanese, l'8 settembre seguente firma con il San Sebastiano, squadra campana militante nel campionato d'Eccellenza. Debutta ufficialmente in campionato l'11 settembre contro il San Giorgio (1-1) segnando il gol del vantaggio con un calcio di punizione all'incrocio dei pali.
Dopo una possibile esperienza con la squadra della terza divisione argentina El Porvenir, rifiutata dallo stesso Maradona Jr., dal 2012 al 2015 gioca con il San Giorgio 1926 di San Giorgio a Cremano, in Eccellenza.
Il 7 luglio 2015 firma per il Savoia di Torre Annunziata, sempre in Eccellenza, ma a settembre passa al Quartograd, squadra di Quarto. Rimane in squadra per due stagioni, entrambe in Promozione.
Il 10 luglio 2017 firma per una stagione con l'Afro Napoli United, militante anch'essa in Promozione; il 19 marzo 2018 l'Afro Napoli United vince il campionato per poi quindi approdare nel campionato di Eccellenza campana.

#### Allenatore
Dopo aver allenato in due occasioni la juniores del San Giorgio 1926,, nel luglio 2021 ritorna a Napoli, stavolta in qualità di allenatore del Napoli United (ex Afro Napoli United), club di Eccellenza. Dopo essere arrivato fino alla semifinale play-off al primo anno, il traguardo più alto mai raggiunto dal club, il 14 marzo 2023 si dimette a causa degli stipendi non pagati a staff e calciatori da mesi. 
Il 10 giugno 2023 diventa il nuovo allenatore del Pompei, squadra di Eccellenza campana. Il 30 novembre seguente, nonostante il secondo posto in classifica in campionato, viene sollevato dall'incarico dopo la sconfitta ai quarti di finale di Coppa Italia Dilettanti Campania contro l'Acerrana.
Nel giugno del 2024 viene ingaggiato dal Montecalcio, sempre nell'Eccellenza campana. Il 22 ottobre seguente il club partenopeo annuncia di aver risolto consensualmente il contratto con Maradona Jr., nella serata dello stesso giorno l'Ibarra, squadra della quinta divisione spagnola, annuncia di avergli affidato la guida tecnica della prima squadra.

### Beach soccer
Contemporaneamente alla carriera calcistica nelle categorie amatoriali della Campania, il 28 marzo 2008 Maradona Jr è convocato nella nazionale di beach soccer dell'Italia per un ritiro in vista delle qualificazioni ai mondiali e successivamente incluso nella rosa della nazionale per le qualificazioni ai mondiali. Esordisce nella partita del 12 maggio 2008 contro la Grecia, vinta dagli azzurri ai rigori. Maradona Jr. disputa anche la partita contro la Norvegia. Gioca poi la semifinale contro la Spagna, persa dagli azzurri ai rigori, e la finale 3º-4º posto contro la Russia, vinta dai russi per 4-2, con l'Italia classificata quindi al quarto posto nel mondiale.
In seguito, dopo essersi svincolato dalla sua squadra di calcio, il Venafro, è ingaggiato dal Mare di Roma, squadra di calcio da spiaggia militante in Serie A. Il 27 giugno 2008 debutta nella Serie A di beach soccer nella partita contro l'Alma Juventus Fano, segnando un gol nei primi minuti di gioco. Grazie anche alle sue reti, ben sei in tre partite, il Mare di Roma si ritrova in testa alla classifica nel Girone Nord dopo tre giornate. Queste prestazioni convincono il commissario tecnico della nazionale a convocarlo per i mondiali di beach soccer 2008, disputati nel mese di luglio in Francia.
Debutta ai mondiali francesi nella partita contro le Isole Salomone, vinta dagli azzurri per 7-4. Battendo per 4-1 El Salvador, l'Italia si qualifica matematicamente ai quarti. Nella terza e ultima partita del girone eliminatorio contro il Portogallo, Maradona Jr. segna la sua prima rete in nazionale, ma la squadra viene comunque sconfitta nei tempi supplementari. Gioca anche, partendo dalla panchina, i quarti, vinti contro la Francia, e le semifinali, vinte contro la Spagna. In finale però, nonostante una buona prestazione e un suo gol, la squadra è sconfitta per 5-3 dal Brasile, che conquista il suo terzo titolo mondiale consecutivo, lasciando la medaglia d'argento all'Italia.
In campionato, nonostante le sue numerose reti, ben 14 in 8 partite, il Mare di Roma crolla nel finale e perde la leadership nel girone Nord, arrivando alla fine terza e qualificandosi ai quarti di finale dei playoff per lo scudetto. Ai quarti incontra il forte Catania, poi campione d'Italia. Nonostante una sua tripletta, Maradona Jr. non riesce a far evitare una umiliante sconfitta alla sua squadra, alla fine travolta per 12-4 e eliminata dai playoff scudetto.
Nell'agosto del 2008 disputa con la nazionale maggiore l'europeo di calcio da spiaggia piazzandosi al quarto posto.
Viene poi ingaggiato dal Napoli Beach Soccer, con la quale raggiunge un accordo il 6 ottobre 2012, squadra della quale è capitano.
Nell'estate del 2013, viene ingaggiato dalla Lazio Beach Soccer, che partecipa al SuperEight, campionato di beach soccer articolato su 4 tappe (Vasto, Lignano, Roma, Viareggio). A Vasto, la Lazio chiude al primo posto in classifica con la Roma, anche grazie a 4 gol di Maradona Jr. che si segnala tra i migliori giocatori della tappa. Il 13 aprile del 2015 firma per il Catania Beach Soccer, dove rimane due stagioni per poi tornare alla Lazio e nuovamente al Napoli per annunciare il ritiro nel 2020.

## Palmarès

### Calcio
- Eccellenza: 1

Cervia: 2004-2005 (Girone B)
- Promozione: 1

Afro Napoli United: 2017-2018 (Girone B)

### Beach soccer
- Campionato di serie A : 1

Napoli Beach Soccer: 2009
- Supercoppa italiana: 1

Catania Beach Soccer: 2016